# Love in Rewind
"Love in Rewind" är en låt framförd av den bosniske sångaren Dino Merlin. Låten kommer att representera Bosnien och Hercegovina vid Eurovision Song Contest 2011 i Düsseldorf, Tyskland.

### Fotnoter
1. ↑  Montebello, Edward (21 februari 2011). ”Bosnia & Herzegovina: Love in rewind for Dino Merlin”. ESCToday. Arkiverad från originalet den 24 februari 2011. https://web.archive.org/web/20110224033256/http://www.esctoday.com/news/read/16840. (engelska)